# ۱۸ رمضان
۱۸ رمضان، هجدهمین روز از ماه رمضان در تقویم هجری قمری است.
در تقویم هجری قمری قراردادی این روز دویست و پنجاه و چهارمین روز سال است.